# チューダー・ロッジ
チューダー・ロッジ（Tudor Lodge）は、イギリスの男女混声によるフォーク・バンド。1971年にトリオ編成でデビューするが、解散・再結成を経て、デュオに移行。

## 来歴
1968年、ジョン・スタナードとロジャー・スティーヴンスのフォーク・デュオとしてレディングで結成される。1969年末にロジャーが脱退し、リンドン・グリーンがその穴を埋める。1970年夏には、アメリカ生まれの女性歌手アン・ステュワートが加わり、3人編成となる。
1971年、デビュー・アルバム『チューダー・ロッジ』をヴァーティゴから発表。メンバー3人の他、ペンタングルのダニー・トンプソンとテリー・コックス等のゲスト・ミュージシャンも迎えて制作された。同作はヒットに至らなかったが、6面開きの凝った変形ジャケットも相まって、後に中古レコード市場で高いプレミアが付くこととなる。なお、2000年にユニバーサルミュージックから発売された日本盤紙ジャケットCD(カタログ番号:UICY-9030)では、変形ジャケットが忠実に再現された。しかし、ほどなくアンが脱退。アンはその後、カーヴド・エアのアルバム『ファンタスマゴリア―ある幻想的な風景―』（1972年）収録曲「Melinda (More or Less)」でフルートを担当。バンドは、アンの後任にリンダ・ピーターズを迎え、1972年初頭にオランダ・ツアーを行うが、イギリスに戻りわずかな回数のライブを行った後、リンダも脱退。チューダー・ロッジは解散状態となった。なお、リンダは後にフェアポート・コンヴェンションのリチャード・トンプソンと結婚し、リンダ・トンプソン名義で歌手活動を行う。
1980年、オリジナル・メンバー3人により一時的に再結成されるが、間もなくアンが脱退し、リン・ホワイトランドが加入。しかし、1985年にリンドンがオーストラリアに移住したため、チューダー・ロッジはジョンとリンのデュオとなる。目立つ活動こそなかったが、2人はレコーディングやライブを続け、1997年、26年ぶりのアルバム『Let's Talk』発表。同作には、リンドン脱退前の録音も含まれている。同時期に、1971年から1997年にかけてのアウトテイクやライブ音源を収録したコンピレーション・アルバム『イット・オール・カムズ・バック』発表。
1999年、リン加入後としては2作目のオリジナル・アルバム『ドリーム』発表。現イット・バイツのジョン・ミッチェルがレコーディング・エンジニアを務め、日本では、発売元のアヴァロン・レーベルが独自にデザインしたジャケットで発売された。同年9月、初の日本公演が行われ、当時日本在住だったリンドン・グリーンもゲスト参加。ジョンとリンはその後も、ミュージシャン以外の本業と並行して、デュオとして活動を続ける。

## メンバー
- ジョン・スタナード (John Stannard) - ボーカル、アコースティック・ギター、ベース、キーボード、パーカッション
- リン・ホワイトランド (Lynne Whiteland) - ボーカル、アコースティック・ギター、パーカッション

### 旧メンバー
- ロジャー・スティーヴンス (Roger Strevens) - ボーカル、アコースティック・ギター (1968年-1969年) ※参加音源なし
- リンドン・グリーン (Lyndon Green) - ボーカル、アコースティック・ギター (1970年-1972年、1980年-1985年)
- アン・ステュワート (Ann Stuart) - ボーカル、アコースティック・ギター、ピアノ、フルート (1970年-1971年、1980年)
- リンダ・ピーターズ (Linda Peters) - ボーカル (1972年)

## ディスコグラフィ

### アルバム
- 『チューダー・ロッジ』 - Tudor Lodge（1971年）
- Let's Talk（1997年）
- 『イット・オール・カムズ・バック』 - It All Comes Back（1998年）
- 『ドリーム』 - Dream（1999年）
- 『ランナウェイ』 - Runaway（2003年）
- Avalon（2006年） ※イギリスのみ発売のコンピレーション・アルバム
- Unconditional（2006年）
- Stay（2013年）
- Spaces（2016年）